# Acaena caespitosa
Acaena caespitosa es una especie de planta del género Acaena, perteneciente a la familia Rosaceae.

## Taxonomía
Acaena caespitosa fue descrita por Gilli en 1833.

## Distribución
Se encuentra en el territorio sur de Argentina y sur de Chile.